# 281 TCN
281 TCN là một năm trong lịch La Mã.